# Wagram (North Carolina)
Wagram is een plaats (town) in de Amerikaanse staat North Carolina, en valt bestuurlijk gezien onder Scotland County.

## Demografie
Bij de volkstelling in 2000 werd het aantal inwoners vastgesteld op 801.
In 2006 is het aantal inwoners door het United States Census Bureau geschat op 784, een daling van 17 (-2,1%).

## Geografie
Volgens het United States Census Bureau beslaat de plaats een oppervlakte van
3,8 km², geheel bestaande uit land. Wagram ligt op ongeveer 68 m boven zeeniveau.

## Plaatsen in de nabije omgeving
De onderstaande figuur toont nabijgelegen plaatsen in een straal van 20 km rond Wagram.